# Транспирация

Транспирация.
1 — Вода всасывается корнями и поступает в ксилему.
2 — Вода поднимается вверх по ксилеме.
3 — Из ксилемы вода поступает в мезофильные клетки и испаряется с поверхности растения через устьица

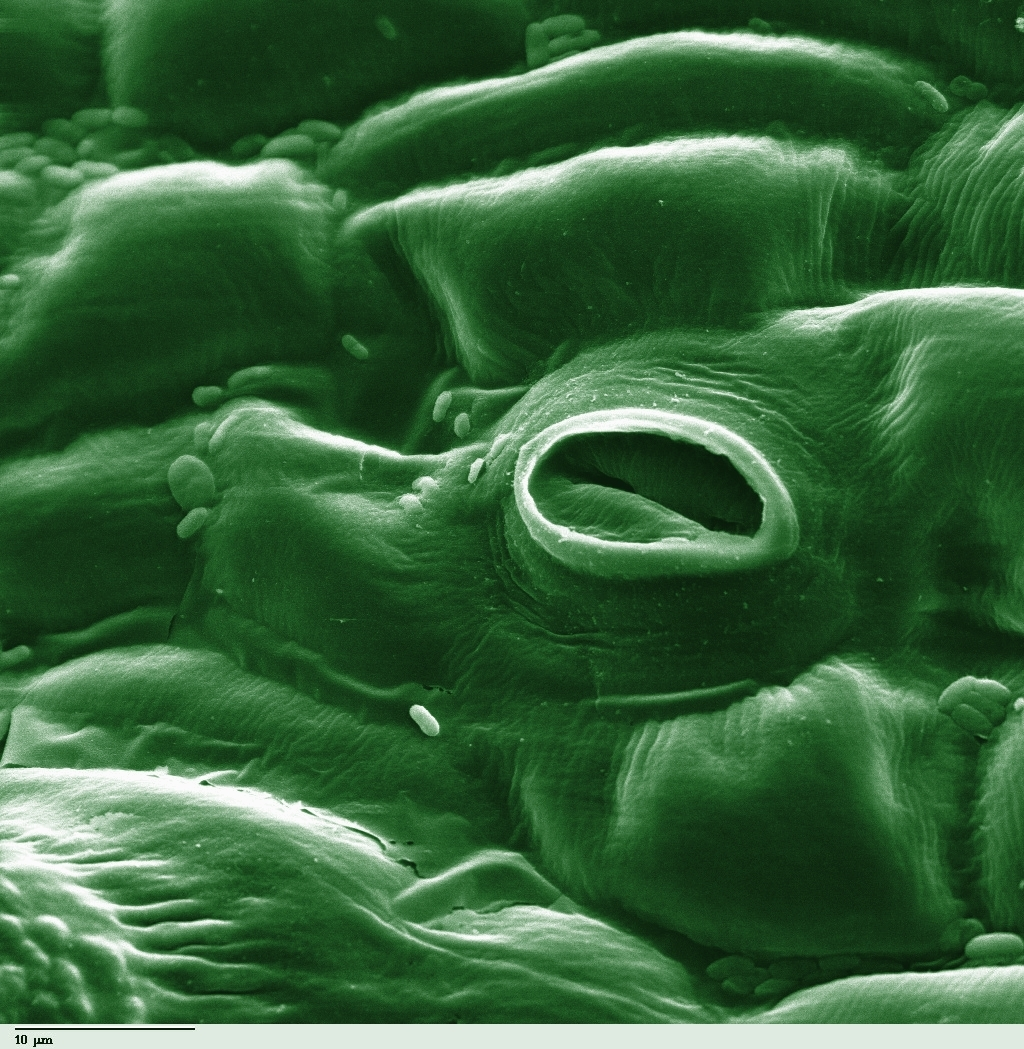
Устьице листа томата под электронным микроскопом

Транспира́ция (от лат. trans ― через + лат. spiro ― дышу, выдыхаю) — процесс движения воды через растение и её испарение через наружные органы растения, такие как листья, стебли и цветки. Вода необходима для жизнедеятельности растения, но только небольшая часть воды, поступающей через корни, используется непосредственно для нужд роста и метаболизма. Оставшиеся 99—99,5 % теряются через транспирацию. Поверхность листа покрыта структурами, называемыми устьицами и у большинства растений большая часть устьиц находится на нижней части листа. Устьица ограничены замыкающими клетками и сопровождающими клетками (вместе известными как устьичный комплекс), которые открывают и закрывают устьичные щели. Транспирация проходит через устьичные щели и может рассматриваться как необходимая «цена», связанная с открытием устьиц для доступа углекислого газа, необходимого для фотосинтеза. Транспирация также охлаждает растение, изменяет осмотическое давление в клетках и обеспечивает движение воды и питательных веществ от корней к побегам.
Вода поглощается корнями из почвы с помощью осмоса и движется в ксилеме наверх вместе с растворёнными в ней питательными веществами. Движение воды от корней к листьям частично обеспечивается капиллярным эффектом, но в основном происходит за счёт разности давлений. В высоких растениях и деревьях, гравитация может быть преодолена только за счёт уменьшения гидростатического давления в верхних частях растения из-за диффузии воды через устьица в атмосферу.
Охлаждение достигается путём испарения с поверхности растения воды, у которой высокая удельная теплота парообразования.

## Регуляция
Растение регулирует свой уровень транспирации с помощью изменения размера устьичных щелей. На уровень транспирации также влияет состояние атмосферы вокруг листа, влажность, температура и солнечный свет, а также состояние почвы и её температура и влажность. Кроме того, надо учитывать и размер растения, от которого зависит количество воды, поглощаемой корнями и, в дальнейшем, испаряемой через листья.
| Особенность                   | Влияние на транспирацию |
| ----------------------------- | --- |
| Количество листьев            | Чем больше листьев, тем больше поверхность испарения и больше количество устьиц для газообмена. Это увеличивает потери воды. |
| Количество устьиц             | Чем больше на листе устьиц, тем больше воды испаряет лист. |
| Размер листа                  | Лист с большей площадью испаряет больше воды, чем лист с маленькой. |
| Наличие растительной кутикулы | Воскоподобная плёнка кутикулы плохо проницаема для воды и водяных паров и снижает испарение с поверхности растения, за исключением испарения через устьица. Блестящая поверхность кутикулы отражает солнечные лучи, снижая температуру листа и уровень испарения. Небольшие волоски (трихомы) на поверхности листа также снижают потерю воды, создавая рядом с поверхностью зону высокой влажности. Такие приспособления для сохранения воды можно наблюдать у многих растений из засушливых мест — ксерофитов. |
| Содержание CO2                | У многих растений понижение уровня углекислого газа в воздухе приводит к повышению тургора замыкающих клеток и открытию устьиц. |
| Уровень света                 | Помимо понижения уровня углекислого газа в процессе фотосинтеза свет может оказывать и непосредственное влияние на замыкающие клетки, заставляя их разбухать. |
| Температура                   | Увеличение температуры увеличивает скорость испарения и уменьшает относительную влажность окружающей среды, что также увеличивает потерю воды. |
| Относительная влажность       | Сухой воздух вокруг листьев повышает уровень транспирации. |
| Ветер                         | В стоячем воздухе рядом с поверхностью испарения образуется область с высокой влажностью, что замедляет потерю воды. |

Во время сезона роста лист может испарить количество воды, во много раз превышающее его собственный вес. Один гектар посева пшеницы испаряет за лето 2000—3000 тонн воды. В сельском хозяйстве оперируют понятием транспирационного коэффициента, это соотношение между затраченной массой воды и приростом сухой массы. Обычно он составляет от 200 до 600 (1000), то есть для образования одного килограмма сухой массы сельхозкультуры необходимо от 200 до 1000 литров воды.
Для измерения уровня транспирации растений существует множество техник и приборов, включая потометры, лизиметры, порометры, фотосинтетические системы и термометрические сенсоры. Для измерения эвапотранспирации применяют главным образом изотопные методы. Недавние исследования показывают, что вода, испарённая растениями, отличается по изотопному составу от грунтовых вод.
У пустынных растений есть специальные приспособления, позволяющие снизить транспирацию и сохранить воду, такие как толстая кутикула, уменьшенная площадь листьев и волоски на листьях. Многие из них используют так называемый CAM-фотосинтез, когда днём устьица закрыты, а открываются только ночью, когда температура ниже, а влажность больше.